# Atkár
Atkár is een plaats (község) en gemeente in het Hongaarse comitaat Heves. Atkár telt 1681 inwoners (2001).